# Jon Cabo
Jon Cabo Madariaga (Bilbao, Vizcaya, 20 de junio de 2000) más conocido como Jon Cabo, es un futbolista español que juega como delantero en la Club Deportivo Lugo de la Primera Federación.

## Trayectoria
Comenzó su formación como futbolista en las filas del Danok Bat y en 2010 con apenas 10 años, ingresó en Lezama para jugar en el alevín D del Athletic Club. Cabo iría quemando etapas en el club bilbaíno y en la temporada 2018-19, forma parte del CD Basconia de la Tercera División de España, con el que juega 29 partidos en los que anota 3 goles.
En su segunda temporada en el CD Basconia, disputa 28 partidos y anota dos goles.
El 26 de enero de 2020, debuta con el Bilbao Athletic en la Segunda B, en un encuentro frente a la Cultural y Deportiva Leonesa.
En la temporada 2020-21, forma parte de la plantilla del Bilbao Athletic en la Segunda B, donde participa en 22 partidos en los que marca 5 goles, valiéndole el ascenso a la Primera Federación, donde jugaría las temporadas siguientes.
El 10 de julio de 2023, firma por el Sestao River Club de la Primera Federación.
El 2 de julio de 2024, pasa a formar parte de la plantilla del C.D. Lugo.

## Clubes
| Club              | País   | Año             |
| ----------------- | ------ | --------------- |
| CD Basconia       | España | 2018-2020       |
| Bilbao Athletic   | España | 2020-2023       |
| Sestao River Club | España | 2023-actualidad |
| C.D. Lugo         | España | 2024-2025       |